# Hypotephrina confertaria
Hypotephrina confertaria là một loài bướm đêm trong họ Geometridae.